# Islanders Football Club
Pour les articles homonymes, voir Islanders.
Maillots
Le Islanders Football Club est un club des îles Vierges britanniques de football, basé à Road Town, la capitale de l'île de Tortola. Il dispute ses rencontres à domicile au Sherly Ground.

## Histoire
L'Islanders Football Club est fondé en 2009 à Road Town. Il va très rapidement devenir l'une des meilleures formations du championnat national.
Islanders remporte son premier titre national de la première édition du championnat national en 2010. Son palmarès compte actuellement six titres de champions, le club a remporté tous les titres mis en jeu depuis la création de l'épreuve.
Malgré cette domination sur le championnat national, Islanders n'a jamais eu l'occasion de participer à une compétition internationale, car la fédération des îles Vierges britanniques n'a plus engagé d'équipe en CFU Club Championship depuis 2001.
Le club compte dans son effectif le meilleur buteur de la sélection islo-britannique, Avondale Williams.

## Palmarès
- Championnat des îles Vierges britanniques (7)
  - Champion : 2010, 2011, 2012, 2013[2], 2014[3], 2017[4] et 2020